# Siphona scutellata
Siphona scutellata är en tvåvingeart som beskrevs av Louis-Paul Mesnil 1954. Siphona scutellata ingår i släktet Siphona och familjen parasitflugor. Inga underarter finns listade i Catalogue of Life.